# Ise washi

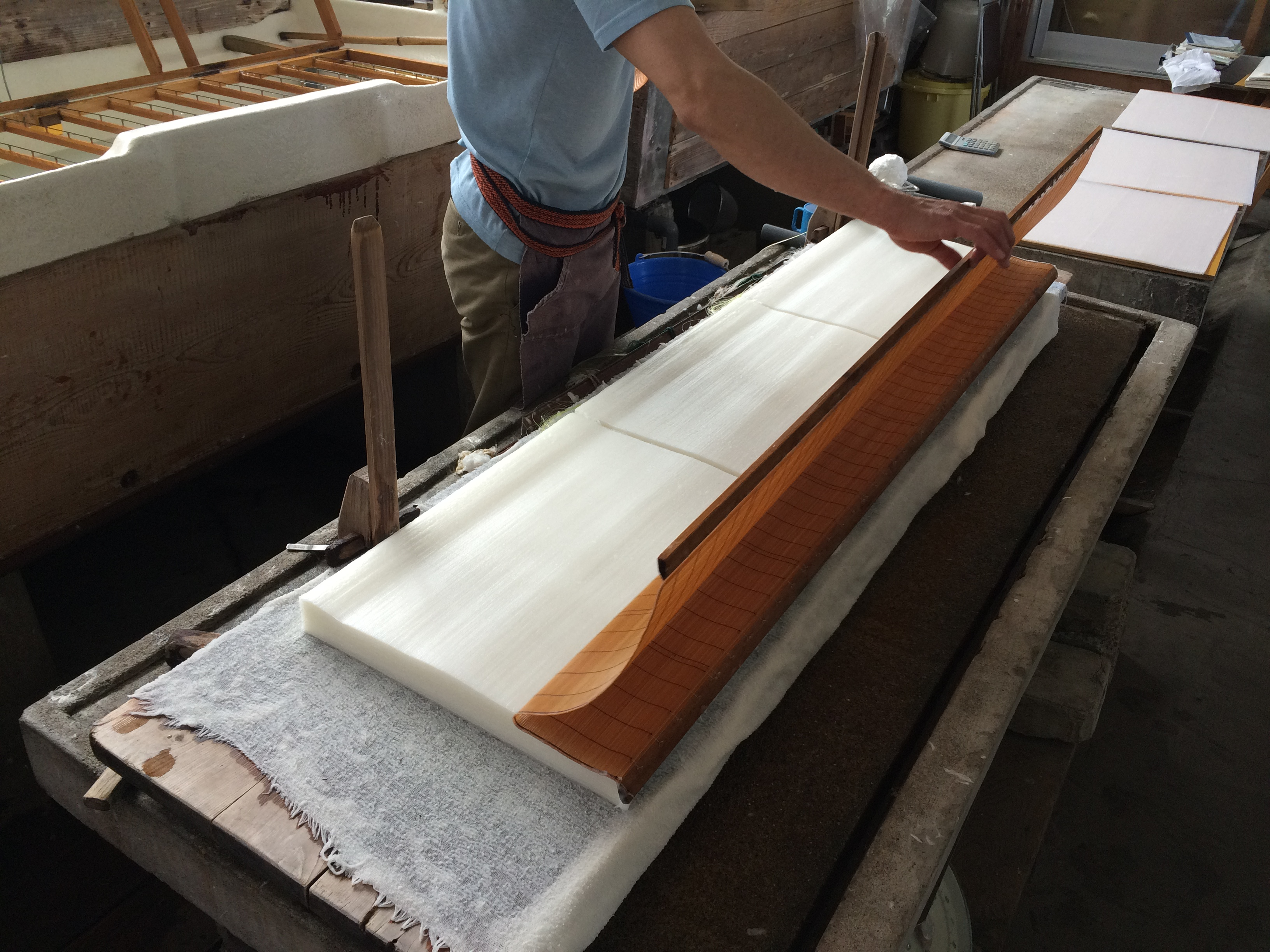
Verspanen bijvoorbeeld Ise washi aan de talisman (o-fuda) van de Ise Jingu (te vertalen als grote schrijn van Ise) vervaardigen.

De Ise washi (伊勢和紙, IseWashi) is een type van de Japanse papiersoort washi dat wordt geproduceerd in Ise in de Mie-prefectuur in Japan. De papiermolen aldaar werd opgericht in 1899. Het papier wordt van oudsher gebruikt voor talismans (o-fuda) van Ise Jingu, de grote schrijn van Ise. Tegenwoordig wordt ise washi vanwege zijn zuiverheid en helderheid ook gebruikt door fotografen voor inkjetprints.